# Coppa Italia 2014-2015 - triangolari (calcio femminile)
Questa voce raccoglie un approfondimento sulle gare dei turni preliminari dell'edizione 2014-2015 della Coppa Italia di calcio femminile.

## Girone A
| Squadra #1        | Squadra #2        | Risultato |
| ----------------- | ----------------- | --------- |
| Amicizia Lagaccio | Ligorna           | 4-2       |
| Ligorna           | Molassana Boero   | 1-1       |
| Molassana Boero   | Amicizia Lagaccio | 0-0       |

| Squadra           | P.ti | G | V | N | P | GF | GS | DR |
| ----------------- | ---- | - | - | - | - | -- | -- | -- |
| Amicizia Lagaccio | 4    | 2 | 1 | 1 | 0 | 4  | 2  | +2 |
| Molassana Boero   | 2    | 2 | 0 | 2 | 0 | 1  | 1  | 0  |
| Ligorna           | 1    | 2 | 0 | 1 | 1 | 3  | 5  | -2 |

| Arbitro: | Tremolada (Monza) |

|                                                             |           |                        |
| Bargi 20’ Merler 46’ (rig.) Galliano 80’ Baghino 94’ (rig.) | Marcatori | 42’ Boero 75’ Bettalli |

| Arbitro: | Messaggi (Crema) |

|           |           |      |
| Fernandez | Marcatori | Dicu |

| Genova 21 settembre 2014, ore 18:00 CET 3ª giornata | Molassana Boero | 0 – 0 referto | Amicizia Lagaccio | Stadio Molassana Boero\| Arbitro: \| Bertini (Lucca) \| |
| Arbitro:                                            | Bertini (Lucca) |               |                   |                                                         |

## Girone B
| Squadra #1       | Squadra #2       | Risultato |
| ---------------- | ---------------- | --------- |
| Musiello Saluzzo | Cuneo            | 0-2       |
| Luserna          | Musiello Saluzzo | 2-0       |
| Cuneo            | Luserna          | 2-0       |

| Squadra          | P.ti | G | V | N | P | GF | GS | DR |
| ---------------- | ---- | - | - | - | - | -- | -- | -- |
| Cuneo            | 6    | 2 | 2 | 0 | 0 | 4  | 0  | +4 |
| Luserna          | 3    | 2 | 1 | 0 | 1 | 2  | 2  | 0  |
| Musiello Saluzzo | 0    | 2 | 0 | 0 | 2 | 0  | 4  | -4 |

| Arbitro: | Gabriele Filomena (Collegno) |

|  |           |                         |
|  | Marcatori | 39’ Belfanti 80’ Errico |

| Arbitro: | Repetto (Chiavari) |

|                         |           |  |
| Trapani 10’ Moretti 75’ | Marcatori |  |

| Arbitro: | Sonetti (Genova) |

|                      |           |  |
| Sodini 41’ Pesce 53’ | Marcatori |  |

## Girone C
| Squadra #1  | Squadra #2  | Risultato |
| ----------- | ----------- | --------- |
| Alessandria | Alba        | 1-1       |
| Torino      | Alessandria | 0-3       |
| Alba        | Torino      | 12-0      |

| Squadra     | P.ti | G | V | N | P | GF | GS | DR  |
| ----------- | ---- | - | - | - | - | -- | -- | --- |
| Alba        | 4    | 2 | 1 | 1 | 0 | 13 | 1  | +12 |
| Alessandria | 4    | 2 | 1 | 1 | 0 | 4  | 1  | +3  |
| Torino      | 0    | 2 | 0 | 0 | 2 | 0  | 15 | -15 |

## Girone D
| Squadra #1   | Squadra #2   | Risultato |
| ------------ | ------------ | --------- |
| Franciacorta | AGSM Verona  | 0-7       |
| Valpolicella | Franciacorta | 1-0       |
| AGSM Verona  | Valpolicella | 3-1       |

| Squadra      | P.ti | G | V | N | P | GF | GS | DR |
| ------------ | ---- | - | - | - | - | -- | -- | -- |
| AGSM Verona  | 6    | 2 | 2 | 0 | 0 | 10 | 1  | +9 |
| Valpolicella | 3    | 2 | 1 | 0 | 1 | 2  | 3  | -1 |
| Franciacorta | 0    | 2 | 0 | 0 | 2 | 0  | 8  | -8 |

| Arbitro: | Luca Papa (Milano) |

|  |           |                                                                         |
|  | Marcatori | 6’, 16’, 47’ Gelmetti 10’ (aut.) Mazza 14’ Ledri 43’ Panico 62’ Fuselli |

| Arbitro: | Carmine Luciano (Bologna) |

|          |           |  |
| Boni 42’ | Marcatori |  |

| Arbitro: | Alessandro Di Graci (Como) |

|                                        |           |             |
| Panico 31’ Gelmetti 54’ Di Criscio 73’ | Marcatori | 12’ Zanotti |

## Girone E
| Squadra #1      | Squadra #2      | Risultato |
| --------------- | --------------- | --------- |
| Bearzi          | Pordenone       | 0-0       |
| Vittorio Veneto | Bearzi          | 3-1       |
| Pordenone       | Vittorio Veneto | 1-0       |

| Squadra         | P.ti | G | V | N | P | GF | GS | DR |
| --------------- | ---- | - | - | - | - | -- | -- | -- |
| Pordenone       | 4    | 2 | 1 | 1 | 0 | 1  | 0  | +1 |
| Bearzi          | 1    | 2 | 0 | 1 | 1 | 1  | 3  | -2 |
| Vittorio Veneto | 3    | 2 | 1 | 0 | 1 | 3  | 2  | +1 |

| 7 settembre 2014, ore 15:30 CEST Triangolare, Girone E - 1ª giornata | Bearzi | 0 – 0 | Pordenone |  |

| Vittorio Veneto 14 settembre 2014, ore 15:30 CEST Triangolare, Girone E - 2ª giornata | Vittorio Veneto | 3 – 1 | Bearzi | Stadio Paolo Barison |

| Vivaro 21 settembre 2014, ore 15:30 CEST Triangolare, Girone E - 3ª giornata | Pordenone | 1 – 0 referto | Vittorio Veneto | Stadio comunale |
| \| \| \| \| \| Zandomenichi 15’ \| Marcatori \| \|                           |           |               |                 |                 |
|                                                                              |           |               |                 |                 |
| Zandomenichi 15’                                                             | Marcatori |               |                 |                 |

## Girone F
| Squadra #1           | Squadra #2           | Risultato |
| -------------------- | -------------------- | --------- |
| Marcon               | Net.Uno Venezia Lido | 7-0       |
| Net.Uno Venezia Lido | Gordige              | 0-4       |
| Gordige              | Marcon               | 0-2       |

| Squadra              | P.ti | G | V | N | P | GF | GS | DR  |
| -------------------- | ---- | - | - | - | - | -- | -- | --- |
| Marcon               | 6    | 2 | 2 | 0 | 0 | 9  | 0  | +9  |
| Gordige              | 3    | 2 | 1 | 0 | 1 | 4  | 2  | +2  |
| Net.Uno Venezia Lido | 0    | 2 | 0 | 0 | 2 | 0  | 11 | -11 |

| Marcon 7 settembre 2014, ore 15:30 CET 1ª giornata                                             | Marcon    | 7 – 0 referto | Net.Uno Venezia Lido | Stadio Comunale Nereo Rocco |
| \| \| \| \| \| Zuanti 2’, 37’, 65’ Battaiotto 5’, 21’ Vanin 57’ Roncato 81’ \| Marcatori \| \| |           |               |                      |                             |
|                                                                                                |           |               |                      |                             |
| Zuanti 2’, 37’, 65’ Battaiotto 5’, 21’ Vanin 57’ Roncato 81’                                   | Marcatori |               |                      |                             |

| Lido di Venezia 14 settembre 2014, ore 15:30 CET 2ª giornata            | Net.Uno Venezia Lido | 0 – 4 referto                         | Gordige | Stadio comunale Jacopo Reggio |
| \| \| \| \| \| \| Marcatori \| 1t’, 67’, 85’ S. Balasso 49’ Bondesan \| |                      |                                       |         |                               |
|                                                                         |                      |                                       |         |                               |
|                                                                         | Marcatori            | 1t’, 67’, 85’ S. Balasso 49’ Bondesan |         |                               |

| Arbitro: | Giorgio Lazzaroni (Udine) |

|  |           |                     |
|  | Marcatori | 3’ Zuanti 15’ Vanin |

## Girone G
| Squadra #1    | Squadra #2    | Risultato |
| ------------- | ------------- | --------- |
| Due Monti     | Ženský-Padova | 1-2       |
| Trevignano    | Due Monti     | 5-0       |
| Ženský-Padova | Trevignano    | 2-2       |

| Squadra       | P.ti | G | V | N | P | GF | GS | DR |
| ------------- | ---- | - | - | - | - | -- | -- | -- |
| Trevignano    | 4    | 2 | 1 | 1 | 0 | 7  | 2  | +5 |
| Ženský-Padova | 4    | 2 | 1 | 1 | 0 | 4  | 3  | +1 |
| Due Monti     | 0    | 2 | 0 | 0 | 2 | 1  | 7  | -6 |

## Girone H
| Squadra #1   | Squadra #2   | Risultato |
| ------------ | ------------ | --------- |
| Imolese      | San Zaccaria | 1-7       |
| San Zaccaria | Reggiana     | 3-0       |
| Reggiana     | Imolese      | 4-0       |

| Squadra      | P.ti | G | V | N | P | GF | GS | DR  |
| ------------ | ---- | - | - | - | - | -- | -- | --- |
| San Zaccaria | 6    | 2 | 2 | 0 | 0 | 10 | 1  | +9  |
| Reggiana     | 3    | 2 | 1 | 0 | 1 | 4  | 3  | +1  |
| Imolese      | 0    | 2 | 0 | 0 | 2 | 1  | 11 | -10 |

| Arbitro: | Abagnale (Parma) |

|            |           |                                                                                        |
| Lenzini 1’ | Marcatori | 14’, 78’ Piemonte 16’ Longato 52’ Filippozzi 63’ Principi 85’ Galletti 88’ Antonecchia |

| Arbitro: | Giaccaglia (Jesi) |

|                                        |           |  |
| Cimatti 2’ Longato 16’ Antonecchia 36’ | Marcatori |  |

| Arbitro: | Melillo (Pontedera) |

|                                           |           |  |
| Tardini 25’, 75’ Grenzi 50’ Corradini 73’ | Marcatori |  |

## Girone I
| Squadra #1         | Squadra #2         | Risultato |
| ------------------ | ------------------ | --------- |
| New Team Ferrara   | Riviera di Romagna | 0-11      |
| Castelvecchio      | New Team Ferrara   | 5-3       |
| Riviera di Romagna | Castelvecchio      | 4-0       |

| Squadra            | P.ti | G | V | N | P | GF | GS | DR  |
| ------------------ | ---- | - | - | - | - | -- | -- | --- |
| Riviera di Romagna | 6    | 2 | 2 | 0 | 0 | 15 | 0  | +15 |
| Castelvecchio      | 3    | 2 | 1 | 0 | 1 | 5  | 7  | -2  |
| New Team Ferrara   | 0    | 2 | 0 | 0 | 2 | 3  | 16 | -13 |

| Arbitro: | Baldelli (Reggio Emilia) |

|  |           | |
|  | Marcatori | 5’ Agoues 7’, 32’, 38’ Baldini 14’, 64’, 82’ Mastrovincenzo 22’ Pugnali 27’, 52’ Petralia 88’ Tucceri Cimini |

| Arbitro: | Cosignani (San Benedetto del Tronto) |

|                                                          |           |                                           |
| Vicini 3’ Venturelli 13’ Nagni 47’, 55’ Guidi 70’ (rig.) | Marcatori | 3’ Ansaloni 40’ Montorio 85’ (rig.) Gilli |

| Arbitro: | Monaldi (Macerata) |

|                                                      |           |  |
| Mastrovincenzo 2’ Caccamo 56’ Erman 81’ Petralia 92’ | Marcatori |  |

## Girone L
| Squadra #1 | Squadra #2 | Risultato |
| ---------- | ---------- | --------- |
| Lazio CF   | Res Roma   | 0-3       |
| Roma CF    | Lazio CF   | 0-2       |
| Res Roma   | Roma CF    | 1-0       |

| Squadra  | P.ti | G | V | N | P | GF | GS | DR |
| -------- | ---- | - | - | - | - | -- | -- | -- |
| Res Roma | 6    | 2 | 2 | 0 | 0 | 4  | 0  | +4 |
| Lazio CF | 3    | 2 | 1 | 0 | 1 | 2  | 3  | -1 |
| Roma CF  | 0    | 2 | 0 | 0 | 2 | 0  | 1  | -3 |

| Arbitro: | Matteo Centi (Viterbo) |

|  |           |                                                 |
|  | Marcatori | 8’ (rig.) Nagni 67’ Ciccotti 75’ (rig.) Palombi |

| Arbitro: | Giuseppe Zuffada (Sulmona) |

|  |           |                               |
|  | Marcatori | 75’ Di Paolo 90’ (aut.) Lucci |

| Arbitro: | Cesidio Casalvieri (Avezzano) |

|           |           |  |
| Simonetti | Marcatori |  |

## Girone M
| Squadra #1      | Squadra #2      | Risultato |
| --------------- | --------------- | --------- |
| Apulia Trani    | Pink Sport Time | 0-5       |
| Salento Women   | Apulia Trani    | 2-2       |
| Pink Sport Time | Salento Women   | 5-0       |

| Squadra         | P.ti | G | V | N | P | GF | GS | DR  |
| --------------- | ---- | - | - | - | - | -- | -- | --- |
| Pink Sport Time | 6    | 2 | 2 | 0 | 0 | 10 | 0  | +10 |
| Salento Women   | 1    | 2 | 0 | 1 | 1 | 2  | 7  | -5  |
| Apulia Trani    | 1    | 2 | 0 | 1 | 1 | 2  | 7  | -5  |